# Treble Charger
Treble Charger est un groupe de pop punk et rock canadien, originaire de Sault Ste. Marie, en Ontario. En 2016, il est composé de quatre membres Greig Nori (chant), Richard D Mulligan (batteur) et Bill Priddle (guitare). Ils ont commencé avec un style indie rock, mais ont été impliqués dans de nombreux groupes pop rock. Le 15 janvier 2012, le groupe annonce son retour dans un studio pour un nouvel album.
Treble Charger n'ont jamais été populaires en dehors du Canada simplement car ils ne sont jamais sortis du Canada. Ils reçoivent de nombreux prix pour leurs albums : Maybe It's Me (1997), Wide Awake Bored (2001) et Detox (2002). Treble Charger est l'un des groupes canadiens les plus populaires dans leur pays, écrasant Simple Plan et leurs protégés Sum 41 à ce jour[réf. nécessaire]. Treble Charger a reçu plus de 12 prix au Canada.

## Biographie

### Débuts  (1992–1996)
Originaire de Sault Ste. Marie, en Ontario, le groupe était constitué de Nori, Priddle, Martin et Morris Palter, et prend d'abord le nom de NC17 en référence au système de classification des films, avant qu'un groupe américain portant le même nom ne menace de les poursuivre. Ils adoptent donc le nom de Treble Charger, mais appellent quand même leur premier album NC17. NC17 est d'abord édité indépendamment par Smoking Worm en 1994, mais il est un véritable succès sur les radios des campus, MuchMusic et CFNY, et fut donc réédité par Sonic Unyon Records en 1997.
En 1995, le groupe sort Self=title, qui incluait un CD-ROM avec des chansons des trente groupes indie préférés de Treble Charger, incluant The Inbreds, Change of Heart, By Divine Right, Hayden et Trush Hermit.

### Pop rock (1997–2006)
En 1997, Maybe It's Me est le 1er vrai album de Treble Charger. Il contient un son plus « commercial » que les premiers albums du groupe, et lança le hit Friend of Mine. Peu après, MacGregor remplace Mike Levesque comme batteur du groupe. Wide Awake Bored, publié en 2000 au Canada, complète l'évolution du groupe vers un son plus pop rock. Cet album comporte les single American Psycho et Brand New Low. En 2002, Treble Charger sort aussi Detox, incluant les singles Hundred Million et Don't Believe It All. Dans le clip Hundred Million, Avril Lavigne danse avec le groupe.
Bill Pride, associé aux débuts indépendants de Treble Charger, quitte le groupe en 2003, n'étant pas satisfait du côté punk rock du groupe. Il annonce d'abord que ce n'était que temporaire, mais il s'avère finalement que son départ était permanent, et Nori lui demande même de quitter le groupe plus tôt qu'il ne le voulait. Il déclare dans le magazine Chart : « I was always into music for music’s sake, when it got all corporate and about gimmicks and imaging and wearing the right clothes and having the right lingo, that kind of rubbed me the wrong way. We had a market of 16-year-old kids and we had to try to guess what our fans wanted. Which is really the opposite of where I was coming from. I’ve always thought the best music was, obviously, done by people that did music for themselves. »
Priddle continue sa collaboration avec Broken Social Scene et est un membre de son nouveau groupe : Don Vail. Mais ces temps-ci, le travail avec et le succès de leur protégés Sum 41, que Nori produit, commence à éclipser la propre carrière de Treble Charger. Les gens commençaient à penser qu'ils s'étaient séparés. Un message posté le 20 juillet 2004 sur leur site officiel disait qu'ils continuaient à enregistrer et que le groupe était toujours ensemble. Le 1er septembre 2005, Geig Nori explique lors d'une interview : « merci pour tous vos soutiens. On se sent plus fort que jamais. J'aurai aimé que plus de gens écoutent notre musique afin que nous puissions prendre encore plus de plaisir. Je ne dis pas que c'est fini, mais je dois passer à autre chose. Peut être que dans pas longtemps j'aurai l'énergie pour écrire un autre album des TC mais, là, je n'ai pas le cœur à ça. Merci pour vos soutiens. »
Le hit Brand New Low est dans le jeu de hockey NHL 2002 de EA Sports, et American Psycho est utilisé comme publicité pour American Pie: Band Camp, une suite de American Pie seulement sortie en vidéo, et est aussi présent dans le film Dude, Where's My Car?. À la fin 2005, Bill Priddle sort un album solo, et Greig Nori dissout le groupe Treble Charger en février 2006, après 14 ans d'existence. La cause de la dissolution du groupe est inconnue, mais il semblerait que chacun des 3 membres avait envie de suivre son propre chemin (comme Bill Priddle le fait en 2003).
Après leur séparation, Greig Nori continue de travailler pour Punk Rock Records comme manager de Sum 41. Bill Priddle poursuit sa carrière solo à Toronto. Trevor MacGrecor est le batteur de Treble Charger pendant neuf ans, ce qui fait de lui le batteur qui resta le plus longtemps avec eux. Il sera aussi le batteur de Four Square.

### Retour (depuis 2012)
Le 20 janvier 2012, le groupe confirme son retour (sans Martin et MacGregor) qu'ils fêteront lors d'un concert aux Indie Awards à Toronto. Un autre concert est confirmé le 21 mars 2012 à Toronto, aux côtés d'Organ Thieves. Ils jouent trois autres concerts en juin, août et novembre.
Nori et Priddle entrent en studio pour enregistrer de nouvelles chansons en 2014. Cependant, rien de nouveau sera annoncé, et le groupe deviendra inactif depuis 2014. Depuis août 2016, ils recruteront Richard D Mulligan à la batterie. En mai 2017, Richard annonce une entrée en studio pour une potentielle sortie en 2018.

## Membres

### Membres actuels
- Greig Nori – chant, guitare (1992–2006, depuis 2012)
- Bill Priddle – guitare, chant (1992–2003, depuis 2012)
- Richard Mulligan – batterie (depuis 2016)

### Membre de tournée
- Darcy Yates – basse (depuis 2012)[8],[9]

### Anciens membres
- Jason Pierce – batterie (2012–2016)
- Morris Palter – batterie, percussions (1992–1996)
- Rosie Martin – basse (1992–2006)
- Mike Levesque – batterie, percussions (1997)
- Trevor MacGregor – batterie, percussions (1997–2006)
- Devin Bronson – guitare, chœurs (2003–2004)
- Dave McMillan – basse (tournée) (2012)

## Discographie
- 1994 : NC17 (ré-édité en 1997)
- 1995 : Self=Title
- 1997 : Maybe It's Me (disque d'or[10])
- 2000 : Wide Awake Bored (disque de platine[10])
- 2002 : Detox (disque d'or[10])